# Битка код Сенте: слика славне историје
Битка код Сенте : слика славне историје је стручна монографија аутора Милана Степановића, објављена 2019. године у издању Удружења грађана "Норма", Градске библиотеке "Карло Бијелицки" и Туристичке организације Града Сомбора из Сомбора.

## О аутору
Милан Степановић (1961) српски је завичајни историчар и публициста, издавач и уредник из Сомбора који је, као аутор, објавио или приредио преко тридесет монографија и књига из просветне, културне, црквене и урбане прошлости Сомбора и Војводине.

## О књизи
Књига Битка код Сенте : слика славне историје је студија о Битки код Сенте која се одиграла 1697. године, као једном од најзначајнијих историјских догађаја на простору Бачке и Војводине; о личности победника те битке, знаменитог војсковође принца Еугена Савојског (1663-1735); о самој знаменитој и монументалној слици са мотивом ове битке која је настала 1896. године димензија 7x4 метра, са рамом преко 45 м2, која се налази у здању сомборске Жупаније; као и биографију њеног сликара Франца Ајзенхута (1857-1903); те о здању Жупаније у Сомбору.
Књига је о монументалној слици Битка код Сенте која је настала 1896. године, и која већ 125 година краси Велику салу здања Жупаније у Сомбору и представља један од препознатљивих симбола сомборске културне баштине, али и највећу слику у Србији данас.
Књига је богато илустрована (са додатним постером слике), штампана је у засебној ћириличној, латиничној и енглеској варијанти, на 96 страна, у пуном колору.
Промоција књиге одржана је у Сенти, на Дан града, 11. септембра 2019. године, и на 322. годишњицу знамените Битке код Сенте. Књига је представљена у родној кући Стевана Сремца у Сенти, а промоција је одржана у организацији Српског културног центра "Стеван Сремац" из Сенте, као и Удружења грађана "Норма" Сомбор и Градске библиотеке "Карло Бијелицки" из Сомбора.